# NGC 2072
NGC 2072 is een open sterrenhoop in het sterrenbeeld Tafelberg. Dit hemelobject werd, samen met NGC 2043, op 18 december 1884 ontdekt door de Italiaanse astronoom Pietro Baracchi.

## Synoniemen
- ESO 57-SC4